# 牧野信之助
牧野 信之助（まきの しんのすけ、1884年4月23日 – 1939年9月25日 ）は、日本の歴史家。専門は日本中世の社会経済史。

## 来歴
福井県に生れる。1903年、福井県立武生中学校を卒業する。尋常高等小学校の代用教員を務めたのち、1906年、広島高等師範学校雇となり図書館に勤務し、内田銀蔵に師事するようになる。内田が京都帝国大学に転じると、牧野も1908年4月に京都帝国大学文科大学雇として国史研究室勤務となり、同年9月には助手となる。
1909年に京都帝国大学史学科選科に入学し、1912年に修了。同年10月に石川県立師範学校教諭となり、1916年に福井県史編纂主任になる。以後、滋賀県史編纂主任、堺市史編纂長、北海道史編纂長、大津市史編纂監修、福井県今立郡岡本村の村史編纂顧問などを務め、また1933年から京都帝国大学文学部講師も務めた。